# Ліс Мау

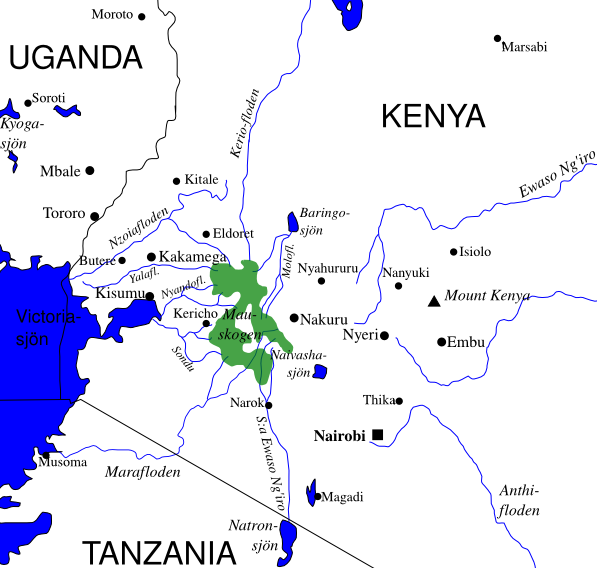
Ліс Мау та деякі річки, що тут беруть початок.

Ліс Мау — лісовий комплекс у Рифтовій долині Кенії. Це найбільший гірський ліс в країні. Лісовий комплекс Мау має площу 273,300 га.
Лісова зона має одні з найвищих рівнів опадів у Кенії. Ліс Мау є найбільшим дренажним басейном Кенії. Численні річки беруть початок в цьому лісі, в тому числі Південний Евасо Нгіро, Сонду, Мара та Ньоро. Ці річки живлять озера Вікторія, Накуру та Натрон.

## Екологія
Типові види дерев у лісі Мау включають Aningeria adolfi-friederici, Strombosia scheffleri та Polyscias kikuyuensis. Там же зустрічаються Olea capensis, Prunus africana, Albizia gummifera, Podocarpus milanjianus.
Ендемічні види птахів у цьому районі включають турако Гартлауба (Tauraco hartlaubi), таміку гірська (Cisticola hunteri) та турача Джексона (Pternistis jacksoni).

## Незаконна вирубка
Ліс традиційно населяли люди народності огіек, чий спосіб життя мисливців-збирачів є сталим. Однак через імміграцію з інших регіонів країни значні частини лісової території були знищені поселенцями. Діяльність людини, особливо лісозаготівля, призвела до вирубки більш ніж чверті території лісу з 1973 року, а загалом вже знищено половину лісу. Це пов'язано зі збільшенням торгівлі деревним вугіллям у таких місцях, як місто Нарок, і постачанням деревини на лісопильні заводи в округах Барінго, Накуру та Нарок. Ліс Мау є заповідником, тож переселення до лісу людей та лісозаготівельна діяльність є незаконними.
У 2008 році урочисте відкриття гідроелектростанції Сонду-Міріу було відкладено через низький рівень води, який, був результатом знищення лісу Мау. Також знищення лісу загрожує таким національним паркам як Масаї Мара та Серенгеті, оскільки річка Мара дренується в лісі Мау, і вже відбулося зниження рівня води в ній.

## Боротьба за збереження
Влітку 2008 року в Кенії виникла політична суперечка щодо переселення людей, яким було виділено землю за часів KANU у 1980-1990-х роках. Деякі з поселенців є відомими політиками, як-от Франклін Бетт і Закайо Черуйот. У 2004 році ці поселення були визнані незаконними, оскільки дозволи видавались неправомірно на заповідних територіях. Деякі виселення були здійснені між 2004 і 2006 роками без схеми переселення, що призвело до конфлікту між владою та поселенцями.
15 липня 2008 року тодішній прем'єр-міністр Райла Одінга видав наказ про те, щоб виселення було здійснено до жовтня 2008 року, щоб захистити ліс від знищення. Наказ викликав опір ряду політиків району Рифтової долини на чолі з Ісааком Руто. Деякі політики, на чолі з міністром сільського господарства Вільямом Руто, пропонують, якщо виселення буде здійснено, уряд повинен виділити їм землю в іншому місці.
Виселення почалося в листопаді 2009 року. Деякі відомі люди можуть втратити свою землю, у тому числі члени родини колишнього президента Даніеля Арап Мої. Також під загрозою знаходиться чайна фабрика Kiptagich, що належить колишньому президенту Мої. Проте дебати з переселенням людей і досі тривають. З одного боку ліс Мау є стратегічним накопичувачем основних річок країни, і від нього залежить продовольче майбутнє Кенії, з іншого боку місцева влада та поселенці чинять опір. Існує й третя думка, що виселення має відбутися, проте демократичним поступовим шляхом, надаючи поселенцям компенсацію за переїзд.